# ディバ・アル・ヒスンSC
ディバ・アル・ヒスンSC（アラビア語: دبا الحصن, 英語: Dibba Al-Hisn Sports Club）は、アラブ首長国連邦の首長国シャールジャ、ディバ・アル・ヒスンに本拠地を置くサッカークラブである。

## 概要
1980年にクラブの創立が宣言された。総合スポーツクラブでもあるディバ・アル・ヒスンSCは、サッカーの他にバレーボール、ハンドボール、自転車、フットサル、水泳、卓球のクラブも所有する。そのなかでも、とりわけサッカーが重要視されている。

## タイトル

### 国内タイトル
なし

### 国際タイトル
なし

## 歴代所属選手
- サイード・アル・カス 1994-1998
- ジョゼ・キトンゴ 2003
- ラシード・ベンマームド 2005
- リチャード・ボホモ 2005-2006
- ウェズレイ・ブラジリア 2007
- ジュニオール 2008-
- アブダ 2010-2011